# Aoi Yūki
Aoi Yabusaki (八武崎 碧 Yabusaki Aoi?,  Sanmu, Prefectura de Chiba, 27 de marzo de 1992), conocida bajo su nombre artístico de Aoi Yūki (悠木 碧 Yūki Aoi?), es una actriz, seiyū, cantante japonesa, afiliada a Pro-Fit.() Algunos de sus roles más destacados incluyen el de MaoMao en Kusuriya no Hitorigoto, Nodoka Hanadera/Cure Grace en Healin' Good PreCure, Murasaki Kuhōin en Kure-nai, Riko Mikogami en Anyamaru Tantei Kiruminzuu, Iris en Pokémon: Best Wishes!, Madoka Kaname en Puella Magi Madoka Magica, Victorique de Blois en Gosick, Tachibana Hibiki en Senki Zesshō Symphogear y Tanya von Degurechaff en Yōjo Senki y Maomao en Kusuriya no Hitorigoto.

## Biografía
Yūki nació el 27 de marzo de 1992 en la ciudad de Sanmu, prefectura de Chiba. Comenzó su carrera como actriz infantil en 1996, a los cuatro años. Cuando era niña, actuó en películas y dramas. De 1999 a 2002, hizo apariciones regulares en los programas de variedades Appare Sanma Dai-sensei y Yappari Sanma Dai-sensei que se emitieron en Fuji TV. Cuando estaba en quinto grado, hizo su debut como seiyū. A fines de 2006, se afilió a la compañía de teatro Central. Después de su admisión a la escuela secundaria en agosto de 2007, se unió a la agencia Breath, cambiando su nombre artístico a Aoi Yūki. En 2008, a la edad de 16, interpretó a Murasaki Kuhōin en Kure-nai. En agosto del mismo año, se mudó a la agencia Pro-Fit. En 2009, protagonizó dos animes: Anyamaru Tantei Kiruminzuu como Mikogami Riko y Yumeiro Patissiere como Amano Ichigo, respectivamente. Después de eso, prestó su voz a las protagonistas femeninas de varias de sus series, en particular a Iris de Pokémon: Best Wishes! y a Victorique de Blois de Gosick. Se graduó de la escuela secundaria en marzo de 2010, y de la Universidad de Waseda en 2014.
En 2011, prestó su voz a Madoka Kaname en la serie Puella Magi Madoka Magica. En octubre del mismo año, ganó el premio a mejor actor de doblaje en los Newtype x Machi Asobi Anime Awards.
En 2012, ella fue galardonada con el Premio a la Mejor Actriz Principal en la sexta edición de los Seiyū Awards, ese mismo año inició su carrera musical lanzando su primer disco, YES!! READY to PLAY. En 2013 formó junto con Ayana Taketatsu el dúo Petit Milady.
El 28 de abril de 2017, el sitio web oficial de fans AoimAniA anunció que se tomaría un descanso temporal de su carrera musical. Después del cierre de su sitio web y club de fans, reanudó sus actividades musicales bajo Nippon Columbia.

## Filmografía

### Actriz
- Seijū Sentai Gingaman
- Hyakujū Sentai Gaoranger
- Kamen Rider 555

### Anime
2003
- Kino no Tabi - Sakura

2004
- Aishiteruze Baby - Marika

2005
- Onegai My Melody - Koto Yumeno

2006
- Onegai My Melody ~Kuru Kuru Shuffle!~ - Koto Yumeno

2007
- Onegai My Melody Sukkiri♪ - Koto Yumeno

2008
- Kure-nai - Murasaki Kuhōin
- Shikabane Hime: Aka - Akira Tōoka

2009
- Akikan! - Budoko
- Anyamaru Tantei Kiruminzuu - Riko Mikogami
- Jewelpet - Amelie
- Jigoku Shōjo Mitsuganae - Chiriko Hamano [ep 18]
- Nogizaka Haruka no Himitsu: Purezza - Hikari Hatsuse
- Shikabane Hime: Kuro - Akira Tōoka
- Sora no Manimani - Maibara
- Yumeiro Patissiere - Ichigo Amano

2010
- Dance in the Vampire Bund - Mina Tepes
- Durarara!! - Shinra Kishitani (joven)
- Hyakka Ryōran Samurai Girls - Jūbee Yagyū
- Ichiban Ushiro no Dai Maō - Korone
- Jewelpet Tinkle☆ - Amelie
- Kami nomi zo Shiru Sekai - Mio Aoyama
- Pokémon: Best Wishes! - Iris
- Shiki - Sunako Kirishiki
- So Ra No Wo To - Noel Kannagi
- Soredemo Machi wa Mawatteiru - Toshiko Tatsuno
- Yumeiro Patissiere Professional - Ichigo Amano

2011
- A Channel - Tōru
- Beelzebub - Chiaki Tanimura
- Ben-To - Hana Oshiroi
- Gosick - Victorique d'Blois
- Ikoku Meiro no Croisée - Alice Blanche
- Kyōkai Senjō no Horizon - Suzu Mukai
- Last Exile: Ginyoku no Fam - Giselle Collette Vingt
- Puella Magi Madoka Magica - Madoka Kaname
- Yuru Yuri - Raibarun
- Yakimochi Caprice - Loup

2012
- Saki - Shizuno Takakamo
- Senki Zesshō Symphogear - Hibiki Tachibana
- Inazuma Eleven GO! Chrono Stone - Nanobana Kinako
- Joshiraku - Chica Máscara
- Hyouka  - Kurako Eba
- Yuru Yuri - Raibarun
- Yumeiro Patissiere Professional - Ichigo Amano
- Kyōkai Senjō no Horizon - Suzu Mukai
- Dog Days' - Couvert Eschenbach Pastillage
- Touhou Project - Youmu Konpaku
- Danshi Koukousei no Nichijou - Ringo-chan

2013
- Senki Zesshō Symphogear G - Hibiki Tachibana
- Kakumeiki Valvrave - Akira Renbokoji
- Hyakka Ryōran Samurai Girls - Jūbee Yagyū
- Inazuma Eleven GO! Galaxy - Morimura Konoha
- Kimi no iru machi - Rin Eba
- Yahari Ore no Seishun Love Come wa Machigatteiru. - Komachi Hikigaya
- Gundam Build Fighters - Kirara

2014
- Toaru Hikūshi e no Koiuta - Claire Cruz/Nina Viento
- Black Bullet - Kohina Hiruko
- Soul Eater Not! - Meme Tatane
- Keroro - New Keroro, Black Star, Monaka
- Kanojo ga Flag o Oraretara - Serika Ginyuuin
- Rokujōma no Shinryakusha!? - Korama
- Girlfriend (Kari) - Isuzu Shiranui
- Sword Art Online II - Yuuki Konno
- Nanatsu no Taizai - Diane

2015
- Tantei Kageki Milky Holmes TD - Carroll Dodgson
- Yurikuma Arashi - Mitsuko Yurizono
- Yo-Kai Watch - Inaho Misora/Valeria Luna
- Tokyo Ghoul √A - Kurona Yasuhisa
- Seiken Tsukai no World Break - Shizuno Urushibara
- Dog Days' - Couvert Eschenbach Pastillage
- Yahari Ore no Seishun Love Come wa Machigatteiru. Zoku - Komachi Hikigaya
- Owari no Seraph - Krul Tepes
- Yamada-kun to 7-nin no Majo - Noa Takigawa
- Chaos Dragon: Sekiryū Sen'eki - Shaddy
- Gangsta. - Nina
- Senki Zesshō Symphogear GX - Hibiki Tachibana
- Rokka no Yūsha - Fremy Speeddraw
- Overlord - Clementine
- Aria the Scarlet Ammo AA - Kirin Shima
- Ketsuekigata-kun! 2 - Type A-chan
- One Punch-Man - Tatsumaki (Tornado del Terror)
- Onsen Yōsei Hakone-chan - Goura
- Young Black Jack - Eri Imagami

2016
- Boku Dake ga Inai Machi - Kayo Hinazuki
- Gakusen Toshi Asterisk - Miko Yanase
- Boku no Hero Academia - Tsuyu Asui
- Gyakuten Saiban: Sono Shinjitsu, Igiari! - Mayoi Ayasato "Maya Fey"
- Stella no Mahō - Kayo Fujikawa
- Ange Vierge - Ramiel
- Qualidea Code - Maihime Tenkawa

2017
- ACCA: 13-ku Kansatsu-ka - Lotta
- Yōjo Senki - Tanya Degurechaff
- Sakurada Reset - Sumire Souma
- Senki Zesshō Symphogear AXZ - Hibiki Tachibana
- Boku no Hero Academia 2 - Tsuyu Asui, Pony Tsunotori
- Aho Girl - Yoshiko Hanabatake
- Sangatsu no Lion 2 - Megumi Takagi
- Ballroom e Yōkoso - Akira Kōmoto
- Kino no Tabi -the Beautiful World- - Kino
- Shōkoku no Altair - Brigitta Grimaldi
- Boku no Kanojo ga Majime Sugiru Shojo Bitch na Ken - Akiho Kōsaka

2018
- Death March Kara Hajimaru Isekai Kyōsōkyoku - Arisa
- Hakata Tonkotsu Ramens - Misaki
- Wotaku Koi wa Muzukashī - "'Ko Sakuragi"'
- Kakuriyo no Yadomeshi - '"Ougon Douji"'
- Mahou Shoujo Site - Ni
- Persona 5: The Animation - Futaba Sakura
- Boku No Hero Academia 3 - Tsuyu Asui
- Asobi Asobase - Tsugumi Aozora
- Beelzebub-jō no Okinimesu Mama. - Dantalion

2019
- Boku No Hero Academia 4 - Tsuyu Asui

- Boogiepop y otros - Boogiepop
- Senki Sesshō Symphogear XV - Hibiki Tachibana
- One Punch-Man 2 - Tatsumaki (Tornado del Terror)
- Fire Force - Kotatsu Tamaki
- Granbelm - Suishou Hakamada
- Kimetsu no Yaiba - Kiriya Ubuyashiki

2020
- Healin' Good PreCure - Nodoka Hanadera / Cure Grace
- Princess Connect! Re:Dive - Suzume
- Kanojo, Okarishimasu - Mami Nanami
- Yahari Ore no Seishun Love Come wa Machigatteiru: Kan (III) - Komachi Hikigaya

2021
- Hyper Ultra Girlish - Tenka Hanamoto
- Boku No Hero Academia 5 - Tsuyu Asui
- Slime Taoshite 300-nen, Shiranai Uchi ni Level Max ni Nattemashita - Aizawa Asuza
- Sayonara Watashi no Kurama - Midori Soshizaki
- Kumo desu ga, Nani ka? - Kumoko
- Kaizoku Oujo - Karin
- Magia Record Season 2 - Madoka Kaname
- Heike Monogatari - Biwa

2022
- Urusei Yatsura - Jariten/Ten
- Kanojo, Okarishimasu 2nd Season - Mami Nanami
- Shinobi no Ittoki - Kirei Kisegawa
- Boku no Hero Academia 6 - Tsuyu Asui
- Mobile Suit Gundam: The Witch from Mercury - Norea Du Noc

2023
- Nier: Automata Ver1.1a - Pascal
- Spy Kyōshitsu - Monika
- Kanojo, Okarishimasu 3rd Season -  Mami Nanami
- Bleach: Sennen Kessen-hen - Liltotto Lamperd
- Undead Unluck - Gina Chamber
- Kusuriya no Hitorigoto - Maomao

2024
- Ranma ½ - Azusa Shiratori

### OVAs
2010
- Kure-nai - Murasaki Kuhōin
- Yumeiro Patissiere: Mune Kyun Tropical Island! - Ichigo Amano

2011
- Akikan! - Budoko

2013
- Yahari Ore no Seishun Love Come wa Machigatteiru - Komachi Hikigaya

- Katayoku no Khronos Gear - Jeanne Saya

2016
- Kubikiri Cycle - Kunagisa Tomo

2017
- Boku no Hero Academia: Training of the Dead - Tsuyu Asui

2021
- 'Hyper Ultra Girlish':Super Elegant - Tenka Hanamoto

2023
- Yahari Ore no Seishun Love Come wa Machigatteiru: Kan (III) - Komachi Hikigaya

### Películas animadas
2011
- Gekijoban Pocket Monsters Best Wishes! Victini to Kuroki Eiyu Zekrom/Shiruki Eiyu Reshiram - Iris

2012
- Puella Magi Madoka Magica - Madoka Kaname
- Puella Magi Madoka Magica - Madoka Kaname

2013
- Puella Magi Madoka Magica - Madoka Kaname

2016
- Koe no Katachi - Yuzuru Nishimiya
- Kimi no Na wa. - Sayaka Natori

2019
- El tiempo contigo - Sayaka Natori (cameo)

### Anime web
2010
- Yutori-chan - Yutori Tanaka

2014
- Sword Art Online II - Yuuki Konno

2017
- Yōjo Shenki - Tanya Degurechaff
- Yōjo Shenki Episode 0 - Tanya Degurechaff

2022
- Cyberpunk: Edgerunners - Lucy

### Especiales
2017
- Yōjo Senki Episode 6.5 - Tanya Degurechaff

### Videojuegos
2005
- Kino no Tabi II -the Beautiful World- - Sakura[7]

2009
- BlazBlue: Continuum Shift - Platinum the Trinity

2010
- Blue Roses: Yousei to Aoi Hitomi no Senshitachi - Pol
- So Ra No Wo To - Maiden Quintet - Noel Kannagi

2011
- Grand Knights History - Princesa Sefia
- Queen's Gate - Spiral Chaos - Jubei Yagyū[8][9]
- Rune Factory 4 - Margaret[10]
- Toy Wars - Nightmare A[11]
- Tsukumonogatari - Reo Kayama
- Weisß Schwarz Portable - Suzuka Yukino[12]

2013
- Yahari Game demo Ore no Seishun Love Come wa Machigatteiru - Komachi Hikigaya

2014
- Granblue Fantasy - Anila, Mina Levin, Mona Levin, y Mena Levin
- Sonic Boom: Rise of Lyric y Sonic Boom: Shattered Crystal - Sticks the Badger

2015
- League of Legends - Lulu
- Dengeki Bunko: Fighting Climax Ignition - Yuuki

2016
- Persona 5 - Futaba Sakura
- Destiny Child - Hermes
- Honkai Impact 3rd - Rita Rossweisse
- Girls' Frontline- M1918
- Yahari Game demo Ore no Seishun Love Come wa Machigatteiru. Zoku - Komachi Hikigaya

2017
- NieR Automata - Pascal
- Magia Record: Puella Magi Madoka Magica Side Story -  Madoka Kaname / Ultimate Madoka
- Street Fighter V - Menat

2018
- My Hero One's Justice - Tsuyu Asui
- Girls X Battle - Elvis, Ninja, Himoto, Susan, Puny.
- Pokémon Let's go, Pikachu! & Let's go, Eevee! - Eevee
- Fate/Grand Order - Okita Souji

2019
- Pokémon espada y Pokémon escudo - Eevee
- Fire Emblem: Three Houses - Lysithea von Ordelia
- Azur Lane - Taihou
- Arknights - Nian
- Arknights - Istina (Истина)

2020
- Genshin Impact - Lumina
- Fate/Grand Order - Ibuki Dōji

2021
- Guardian Tales - Marina
- Alchemy Stars - Uriel

### CD dramas
- Akikan! - Budoko
- Gakuen Tengoku Paradokishia - Hanako-san
- Kage Shitsuji Marc No Hibiki 1&2 - Kaname
- Kure-nai - Murasaki Kuhōin
- Natsume Yūjin-chō San BD&DVD1 Limited Edition Bonus, Original Drama CD "Katabami no Koi" - Katabami
- Nekogami Yaoyorozu "Shinsen Onban 3" - Kuroe
- Re:Baka wa Sekai wo Sukueruka? Drama CD - Kaoru Mamiya
- Soredemo Machi wa Mawatteiru OURS Original Drama CD - Toshiko Tatsuno
- To Aru Kagaku no Railgun Archive 3 - Mitsumi
- Yumeiro Patissiere Kira Kira☆Music - Ichigo Amano
- Yahari Ore no Seishun Love Come wa Machigatteiru Drama CD “Tatoeba Konna Birthday Song” - Komachi Hikigaya
- Yahari Ore no Seishun Love Come wa Machigatteiru Drama CD “Kanojotachi no, We Will Rock You♡” - Komachi Hikigaya
- Yahari Ore no Seishun Love Come wa Machigatteiru Drama CD “Hikigaya Komachi no Keiryaku” - Komachi Hikigaya
- Yahari Ore no Seishun Love Come wa Machigatteiru Drama CD “Sono Christmas Candle no Akari ga Yureru Toki…….” - Komachi Hikigaya
- Gosick Drama CD - Victorique d'Blois
- Gosick Drama CD II (BD&DVD 10) - Victorique d'Blois
- Gosick Drama CD III (BD&DVD BOX 02/2013) - Victorique d'Blois

### Doblaje
- Spider-Man: Into the Spider-Verse -  Gwen Stacey/ Spider-Gwen
- Bumblebee - Shatter
- Sonic Boom - Sticks

## Música
- Interpretó el ending de la serie Yōjo Senki: Los! Los! Los!.[13]
- Junto con Ayana Taketatsu, interpretó el opening "The Mirror of Dual-ism" (鏡のデュアル・イズム) , que se usó como el tercer tema de apertura de Yu-Gi-Oh! Zexal II, formando parte del dúo Petit Milady.